# Holmes Bluff
Das Holmes Bluff ist ein Felsenkliff an der Hobbs-Küste des westantarktischen Marie-Byrd-Lands. Es ragt am nördlichen Ende der Demas Range auf. 
Wissenschaftler der United States Antarctic Service Expedition (1939–1941) entdeckten das Kliff bei einem Überflug. Der United States Geological Survey kartierte es zwischen 1959 und 1965. Das Advisory Committee on Antarctic Names benannte es 1966 nach Thomas J. Holmes, der Im United States Antarctic Research Program im Jahr 1961 als Meteorologe auf der Byrd-Station tätig war.